# Quatrième législature du Bas-Canada
Quatrième législature 
 (9 janvier 1805 au 27 avril 1808)
3e 5e
Palais épiscopal de Québec
 Québec, Bas-Canada
La quatrième législature du Bas-Canada siégea du 9 janvier 1805 jusqu'au 27 avril 1808. Toutes les séances eurent lieu à Québec.

## Élections
Les élections générales ont lieu du 18 juin au 6 août 1804.

## Sessions[2]
- Première (9 janvier 1805 — 25 mars 1805)
- Deuxième (20 février 1806 — 19 avril 1806)
- Troisième (21 janvier 1807 — 16 avril 1807)
- Quatrième (29 janvier 1808 — 14 avril 1808)

## Représentants de la couronne[2]
- Robert Shore Milnes, lieutenant-gouverneur chargé de la province durant l'absence de Robert Prescott, jusqu'au 12 août 1805.
- Thomas Dunn, administrateur chargé de la province durant l'absence de Robert Prescott jusqu'au 29 août 1807, puis jusqu'au 24 octobre 1807 en attendant l'arrivée du nouveau gouverneur Craig nommé en août.
- Sir James Henry Craig, gouverneur du 24 octobre 1807 jusqu'à la dissolution.

## Présidents de l'Assemblée[2]
- Jean-Antoine Panet (9 janvier 1805 — 27 avril 1808)

## Présidents du Conseil[2]
- John Elmsley (9 jan. 1805 — 23 avr. 1805)
- Thomas Dunn[3] (23 jan. 1805 — 18 fév. 1806)
- François Baby (18 fév. 1806 — 16 jan. 1807)
- Henry Allcock (16 jan. 1807 — 22 fév. 1808)
- Thomas Dunn (22 fév. 1808 — 27 avril 1808)

## Députés
| District              | Député                                               |
| --------------------- | ---------------------------------------------------- |
| Bedford               | William Sturge Moore (1805)                          |
| Buckinghamshire       | François Legendre                                    |
| Buckinghamshire       | Louis Proulx                                         |
| Cornwallis            | Jacques-Nicolas Perrault                             |
| Cornwallis            | Alexandre Roy                                        |
| Devon                 | Jean-Baptiste Fortin                                 |
| Devon                 | François Bernier                                     |
| Dorchester            | Jean-Thomas Taschereau                               |
| Dorchester            | John Caldwell                                        |
| Effingham             | André Nadon                                          |
| Effingham             | Thomas Porteous                                      |
| Gaspé                 | George Pyke                                          |
| Hampshire             | Antoine-Louis Juchereau Duchesnay                    |
| Hampshire             | Joseph-Bernard Planté                                |
| Hertford              | Louis Turgeon                                        |
| Hertford              | Étienne-Ferréol Roy                                  |
| Huntingdon            | Alexander MacKenzie                                  |
| Huntingdon            | Jean-Baptiste Raymond                                |
| Kent                  | François Viger                                       |
| Kent                  | Pierre Weilbrenner                                   |
| Leinster              | Jean Archambault                                     |
| Leinster              | Charles-Gaspard Tarieu de Lanaudière                 |
| Comté de Montréal     | Benjamin Joseph Frobisher                            |
| Comté de Montréal     | Louis Roy Portelance                                 |
| Montréal-Est          | James McGill                                         |
| Montréal-Est          | Louis Chaboillez                                     |
| Montréal-Ouest        | John Richardson                                      |
| Montréal-Ouest        | Jean-Marie Mondelet                                  |
| Northumberland        | Pierre-Stanislas Bédard                              |
| Northumberland        | Jean-Marie Poulin                                    |
| Orléans               | Jérôme Martineau                                     |
| Comté de Québec       | Pierre-Amable de Bonne                               |
| Comté de Québec       | Michel-Amable Berthelot Dartigny                     |
| Basse-ville de Québec | Ignace-Michel-Louis-Antoine d'Irumberry de Salaberry |
| Basse-ville de Québec | John Young                                           |
| Haute-ville de Québec | Jean-Antoine Panet                                   |
| Haute-ville de Québec | William Grant                                        |
|                       | John Blackwood (1805)                                |
| Richelieu             | Louis Bourdages                                      |
| Richelieu             | Louis Brodeur                                        |
| Saint-Maurice         | David Monro                                          |
| Saint-Maurice         | Michel Caron                                         |
| Surrey                | Jacques Cartier                                      |
| Surrey                | Noël de Rastel de Rocheblave                         |
| Trois-Rivières        | John Lees                                            |
|                       | Ezekiel Hart (1807)                                  |
| Trois-Rivières        | Louis-Charles Foucher                                |
| Warwick               | Ross Cuthbert                                        |
| Warwick               | James Cuthbert                                       |
| William-Henry         | Jonathan Sewell                                      |
| York                  | Nicolas-Eustache Lambert Dumont                      |
| York                  | John Mure                                            |